# 黒き魔装の誘惑
『黒き魔装の誘惑』（くろきまそうのゆうわく）とは、2011年より継続的にギガからリリースされ続けている催眠系の特撮アダルトビデオシリーズ。シリーズ全体を通してレズビアンや闇堕ちがテーマになっている。一作目では、多くの催眠系作品への出演実績がある羽月希が主演を務めた。同社の作品の中では最もナンバリングが多く、2020年現在12作品の続編がリリースされている。

## 概要
『黒き魔装の誘惑』シリーズは、ギガが公式ウェブサイト上で募集している読者投稿企画「ヒロイン妄想プロジェクト」へ小説家の嵐山之鬼子が2010年が投稿した作品が原作となり、2011年に映像化が行われた。それまで催眠などの表現が試みられていたアダルトビデオ業界において「魔装」という新たなジャンルを確立した新機軸の作品である。
魔装とは、着た者を意のままに操ることができる呪われたコスチュームである。一度着ると脱ぐことができず、着た者は発情するという設定になっている。本来、呪われた装備という概念自体は、『ウィザードリィ』や『ドラゴンクエスト』シリーズを初め少なくとも1980年代からゲーム業界では使用されており、アダルトゲーム業界でも2008年の大手アダルトゲームメーカーTOUCHABLEがリリースした作品『触装天使セリカ』で既に使用されているなど、さほど珍しいものではなかった。
しかし、2011年にリリースされた一作目『黒き魔装の誘惑　汚された聖なる真珠』は、これまでアニメやゲームなどで多用されていた呪われた装備の概念を特撮の技術によって巧妙に実写化したことで、生身の女性が演じることによる「衣装交換」「悪役の女性の体臭をヒロインが嗅ぐ」といった、より倒錯的な表現が可能になった。これにより、ラバーフェティシズムなど「スーツ内に密閉された自身やパートナーの体臭に性的嗜好を持つ層」など新たなユーザに訴求できるようになり、新市場が開拓された。この一作目がヒットしたことで、『黒き魔装の誘惑』は継続的にリリースされ続けている。
一作目で用いられた「黒き魔装」はその名の通り黒いボンデージやエナメルグローブといった身体のラインが出やすい服装であるが、この設定は続編のすべてで踏襲されている。

## 『黒き魔装の誘惑　汚された聖なる真珠』
『黒き魔装の誘惑　汚された聖なる真珠』は、小説家の嵐山之鬼子が2010年にギガの公式サイト企画「ヒロイン妄想プロジェクト」に読者投稿した小説ならびにその映像作品。ヒロイン妄想プロジェクトでは読者投票により映像化の可否が決定付けられる。同小説はギガの宇那月監督によって映像化され、羽月希がセイントパール役として主演を務めた。セイントパールの設定は魔法少女まどか☆マギカから着想を受けたと、後に作者がブログで語っている。同作は人気になり、後にシリーズ化された。

### あらすじ
純白の戦士セイントパールは、魔隷姫サーキュバスを必殺技で撃破する。魔隷姫は最期の言葉を残して消え失せ、後には着ていた衣裳だけが残された。魔隷姫が残したものを自分の部屋に持ち帰ったセイントパールこと真奈実。ベッドの上に戦利品を並べ、シャワーを浴びて部屋に戻って来た彼女は、つい出来心からコスチュームを着てしまう。清純なセイントパールとは正反対の大人っぽい雰囲気にドキドキする真奈実。コスチュームを着た真奈実は「フフフ、わらわはダストの魔隷姫サーキュバス。愚民どもよ、我が軍勢の前にひれ伏すがいい！」と鏡の前でノリノリ。だが、鏡を見ているとなぜか唐突に身体が疼いてくるのだった。
鏡に映る真奈実の背後に全裸のサーキュバスが現れ、妖しく微笑みながら真奈実に近づいてくる。イケないと思いつつ、ベッドに横たわり、魔隷姫の格好のまま自慰にフケる真奈実。やがて絶頂に達した彼女は、虚ろな目をして起き上がると、部屋から出て夜闇の中へ。ダスト総統の私室で、総統に奉仕する魔隷姫の格好の真奈実。その後、コスチュームを着たまま性行為を行う。総統は甘く囁く。「汝に新しい名前をくれてやろう。そうだな…… バンシーラ。魔妾姫バンシーラと名乗るがよい」。戦闘員を率いて、ダストの侵略作戦へと出陣する魔妾姫バンシーラ。そこに、セイントダイヤと名乗る謎の戦士が現れる。

### 登場人物

#### 主役：珠城真奈実／セイントパール（羽月希）
普段は内気だが、ごく普通の清楚な女子校生。しかし、ダストの悪事の気配を感じると、純白の戦士セイントパールに変身して戦う。コスチュームは、バレエのチュチュのイメージで、白ベースの甘ロリ系。白いレースの手袋に、白ニーソックス。首に銀色のチョーカー。髪型は大きなリボンでまとめたツインテール。武器は弓で、ハート型の矢尻の矢を射る。原作者曰く「最近話題のアニメの主人公ま●かっぽい感じ」

#### 悪役：魔隷姫サーキュバス（橘美穂）
悪の組織ダストの女幹部。露出度の高い黒い衣裳を着たサディスト女。コスチュームは、黒のハイレグ、袖無しボディスーツ、黒い長手袋、網タイツ、黒のロングブーツ、マント。金の指輪やネックレス、サークレットを着け、ケバケバしいメイクをしている。

### スタッフ
- 監督：宇那月
- 原作：嵐山之鬼子

## シリーズ作品
「黒き魔装の誘惑」は同社の採用するスターシステムと親和性が高く、魔法少女に限らずスーパーレディなどのキャラクターが登場する。記念すべき10作目ではセーラー戦士が採用された。
- 黒き魔装の誘惑　汚された聖なる真珠（2011年10月14日）羽月希 橘美穂
- 黒き魔装の誘惑2　邪悪に染まる聖なる桃（2012年2月10日）早坂愛梨 水瀬優
- 黒き魔装の誘惑3　Case of Superlady（2012年7月13日）愛海一夏 美咲菜々子 亜佐倉みんと
- 黒き魔装の誘惑4　邪淫に堕ちた聖なる花（2013年1月25日）木村つな 本庄瞳
- 黒き魔装の誘惑5　邪悪に堕ちた聖なる星（2013年6月14日）Alice 花恵みみ 遠野恵
- 黒き魔装の誘惑6　正義の代償（2013年12月13日）結城みさ 芹沢つむぎ
- 黒き魔装の誘惑7　母娘ヒロイン・科学特捜隊バードファイター（2014年9月12日）岬レナ 椿かなり
- 黒き魔装の誘惑8　邪悪に染まる聖なる香り（2015年5月22日）彩城ゆりな 加納綾子
- 黒き魔装の誘惑9　美少女仮面オーロラフェアリー＆ウィンドー（2016年2月26日）高山えみり 玉城マイ
- 黒き魔装の誘惑10　漆黒の闇に堕ちた聖なる光（2017年8月25日）水谷あおい 美咲結衣 加藤ツバキ
- 黒き魔装の誘惑11　美聖女戦士セーラーエルメス ファイアー＆ウォーター（2018年12月28日）紺野ひかる 浜崎真緒
- 黒き魔装の誘惑12　悪に堕ちた聖なる夢（2019年10月11日）NIMO 水谷あおい
- 黒き魔装の誘惑13　悪に堕ちた二つの聖なる花（2020年5月8日）倉木しおり 春風ひかる
- 黒き魔装の誘惑14　魔装に魅入られた美少女仮面（2021年5月14日）河奈亜依 美咲結衣 志田紗希
- 黒き魔装の誘惑15　私たちメルピュア！（2022年2月21日）星あめり 藤井レイラ

## 関連記事
- 催眠フェティシズム
- ラバーフェティシズム
- レズビアン